# Hikari Oe
Det här är en artikel om en person med japanskt personnamn; Oe är familjenamnet medan Hikari motsvarar ett svenskt förnamn.
Hikari Oe (大江 光, Ōe Hikari), född 13 juni 1963, är en japansk kompositör. Hans far är den kände nobelpristagaren i litteratur Kenzaburo Oe. Hikari Oe föddes med en hjärnskada och autism.